# Jefferson County (Kansas)
Jefferson County is een county in de Amerikaanse staat Kansas.
De county heeft een landoppervlakte van 1.389 km² en telt 18.426 inwoners (volkstelling 2000). De hoofdplaats is Oskaloosa.

## Bevolkingsontwikkeling

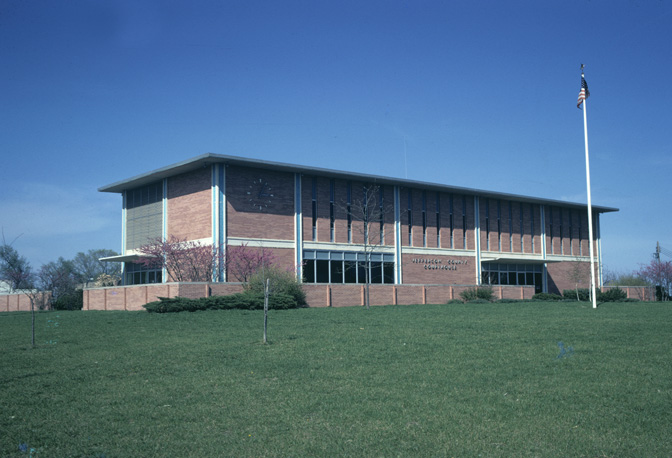
Jefferson County Courthouse